# Diecezja Skálholtu
Diecezja Skálholtu (łac. Dioecesis Scalholtensis) – historyczna diecezja rzymskokatolicka na Islandii, obejmująca swoim zasięgiem południową część wyspy. Obecnie katolickie biskupstwo tytularne.

## Historia
Diecezja powstała w 1056. Początkowo podlegała ona archidiecezji Bremy, a potem Lund. Z jej terenów wydzielono w 1106 diecezję Hólaru. W 1153 podporządkowano ją archidiecezji Nidarosu. Diecezja zanikła w wyniku reformacji w 1540.

## Stolica tytularna
W 1968 papież Paweł VI ustanowił stolicę tytularną nawiązującą do średniowiecznego biskupstwa Skálholtu.
| Lp. | Biskup                  | Funkcja                                       | Od               | Do               |
| --- | ----------------------- | --------------------------------------------- | ---------------- | ---------------- |
| 1   | John Baptist Theunissen | emerytowany arcybiskup Blantyre (Malawi)      | 19 grudnia 1968  | 9 kwietnia 1979  |
| 2   | Alphonsus Castermans    | biskup pomocniczy Roermond (Holandia)         | 15 stycznia 1982 | 21 kwietnia 2008 |
| 3   | Paul Mason              | biskup pomocniczy Southwark (Wielka Brytania) | 23 kwietnia 2016 | 9 lipca 2018     |
| 4   | Antoine Camilleri       | nuncjusz apostolski                           | 3 września 2019  |                  |